# Aleksander Polaczek
Aleksander Polaczek (Opole, 9 agosto 1980) è un ex hockeista su ghiaccio e hockeista in-line tedesco di origini polacche che gioca come ala sinistra.

## Carriera

### Hockey su ghiaccio
In carriera ha disputato 833 incontri in Deutsche Eishockey-Liga, con le maglie di ERC Ingolstadt, Nürnberg Ice Tigers (con cui raggiunse la finale per il titolo nella stagione 2006-2007), Frankfurt Lions e Hamburg Freezers.
Nel 2008, Polaczek è stato sospeso per tre mesi per aver violato gli obblighi di segnalazione dell'Agenzia Nazionale Antidoping.
Ha vestito per 33 volte la maglia della Germania, con cui ha disputato il mondiale 2007.
Al termine della stagione 2017-2018 ha lasciato l'hockey giocato con l'intenzione di diventare arbitro. Nel mese di dicembre 2018, tuttavia, accettò l'offerta dell'EHC Königsbrunn, militante in quarta serie, per tornare a giocare. La sua esperienza durò tuttavia meno di due mesi: ad inizio febbraio 2019 venne allontanato dalla squadra per motivi disciplinari, a causa dei molti minuti di penalità accumulati nei pochi incontri giocati. Polaczek decise quindi di tornare a studiare da arbitro.

### Hockey in-line
Ha vestito la maglia della nazionale tedesca di hockey in-line ai campionati mondiali di hockey in-line 2006, chiusi al quarto posto.